# ドラゴスラフ・シリャク
ドラゴスラフ・シリャク（セルビア語: Драгослав Шиљак 、ラテン化：Dragoslav Šiljak）は、サンタクララ大学の名誉教授であり、システム制御論の研究者であるシリャクは大規模・情報構造制約・不確かさを特徴とする複雑な動的システムを制御するための数学的理論と方法を開発したことでよく知られている。